# Julien Noël Costantin
Julien Noël Costantin (Parigi, 16 agosto 1857 – 17 novembre 1936) è stato un botanico e micologo francese.
Studiò alla École Normale Supérieure de la rue d'Ulm.
Nel 1881 si laureò in storia naturale e due anni dopo ricevette il dottorato di ricerca.
Nel 1883 diventò professore associato a Bordeaux, e grazie all'influenza di Philippe Van Tieghem (1839-1914), divenne poco dopo assistente naturalista al Muséum national d'histoire naturelle.
Nel 1887 Costantin divenne docente di botanica alla Ecole Normale Superieure.
Nel 1901 succedette a Marie Maxime Cornu (1843-1901) sulla cattedra di orticoltura al Museo di storia naturale. Contemporaneamente insegnò alla École nationale d'horticulture de Versailles e alla École supérieure coloniale de Nogent-sur-Marne.
Nel 1912 diventò membro dell'Accademia francese delle scienze.

## Pubblicazioni
- Atlas en couleurs des orchidées cultivées (E. Orlhac, Paris). - Atlante a colori di orchidee coltivate.
- Les Mucédinées simples. Histoire, classification, culture et rôle des champignons inférieurs dans les maladies des végétaux et des animaux (P. Klincksieck, Paris, 1888).
- Nouvelle flore des champignons, pour la détermination facile de toutes les espèces de France et de la plupart des espèces européennes (P. Dupont, Paris, 1891, riedita nel 1895, 1904, 1967 e 1997) — Nelle serie di "Nouvelle Flore" di Gaston Bonnier (1851-1922) e Georges de Layens (1834-1897).
- Julien N. Costantin, Atlas des champignons comestibles et vénéneux, Parigi, P. Dupont, 1895.
- Julien N. Costantin, Léon Dufour, Petite flore des champignons comestibles et vénéneux, pour la détermination rapide des principales espèces de France, Parigi, P. Dupont, 1895.
- Julien N. Costantin, Les végétaux et les milieux cosmiques, Parigi, F. Alcan, 1898.
- Julien N. Costantin, Le Mythe du chêne marin, Parigi, E. Leroux, 1899.
- La nature tropicale (F. Alcan, Paris, 1899).
- L'Hérédité acquise, ses conséquences horticoles, agricoles et médicales (Durand, Chartres, 1901).
- Le transformisme appliqué à l'agriculture (F. Alcan, Paris, 1906).
- La Vie des orchidées (Flammarion, Paris, 1917).
- Éléments de botanique with Philippe Van Tieghem (1839-1914) (Masson, Paris, 1918).
- Atlas des orchidées cultivées (Paris, 1927).
- Julien N. Costantin, Observations sur la fascination des mucédinées, in Bulletin de la Société Mycologique de France, vol. 4, 1888,  pp. 62-68.
- Julien N. Costantin, L.L. Rolland, Blastomyces, genre nouveau, in Bulletin de la Société Mycologique de France, vol. 4, 1888,  pp. 153-157.